# 琴平工業
琴平工業株式会社（ことひらこうぎょう）は、東京都大田区に所在する企業。工場は、山梨県甲府市に所在する。
琴平工業では低温黒色クロムめっき（別名：黒クーロムめっき,ブラッククーロムメッキ）を用いて、金属の表面処理加工を行っている老舗めっき会社である。また、黒色クロムめっきにおいて、最も古く、実績のある会社である。

## 沿革
- 1949年（昭和24年）-　港区芝琴平町に自動車部品販売と部品製造を目的として琴平商会を発足する。
- 1952年（昭和27年）-　東京工場を品川区双葉に移転する。
- 1956年（昭和31年）-　自動車部品部門とは別に日本初めての特許黒色クロムメッキ部門を創業する。琴平工業株式会社と改名する。資本金1000万
- 1966年（昭和41年）-　山梨県甲府市富竹に工場を新設する。
- 1970年（昭和45年）-　東京工場を甲府工場に移転し、甲府工場を増設する。東京工場を東京本社に改名する。
- 2009年（平成21年）-　東京本社を東京都大田区西馬込に移転し、現在に至る。

## 低温黒色クロムメッキの用途
カメラ部品・光学機部品・計測器部品・通信機部品・自動車部品・医療機器部品
・精密機械部品・弱電機部品・その他ビスボルト類・スプリング・半導体など